# NGC 1114
NGC 1114 je galaksija u zviježđu Eridan.

## Vanjske poveznice
- SEDS: NGC 1114